# میثم لطیفی
میثم لطیفی (زادهٔ ۱۳۵۷) سیاستمدار ایرانی و دانش‌آموختهٔ دکتری مدیریت منابع انسانی و دانشیار دانشگاه امام صادق است. وی از شهریور ۱۴۰۰ تا شهریور ۱۴۰۳ به عنوان معاون رئیس‌جمهور ایران و رئیس سازمان اداری و استخدامی کشور فعالیت می‌کرد. وی پیش از این رئیس دانشکده معارف اسلامی و مدیریت دانشگاه امام صادق (از سال ۱۳۹۵) بود.

## انتصاب غیرقانونی
در ۱۳ تیر ۱۴۰۲ با رای هیئت عمومی دیوان اداری، حکم انتصاب وی باطل شد. رئیس دیوان عدالت اداری با اشاره به رأی این مرجع مبنی بر مغایر قانون بودن انتصاب میثم لطیفی در دولت، گفت: انتصاب رئیس سازمان اداری و استخدامی کشور برخلاف مفاد ماده ۴۷ قانون مدیریت خدمات کشوری است. پس از این رخداد رئیس قوه قضائیه دستور اعمال «ماده ۹۱ قانون تشکیلات و آئین دادرسی دیوان عدالت اداری» ناظر بر رسیدگی مجدد به موضوع ابطال انتصاب «میثم لطیفی» در دیوان عدالت اداری را صادر کرد تا دیوان عدالت دوباره این پرونده را رسیدگی کند. اما باز هم در جلسه سوم مرداد ۱۴۰۲ هیئت عمومی دیوان عدالت رای خود را تأیید کرد و انتصاب میثم لطیفی را غیرقانونی دانست.